# Ya'an
Ya'an (chinois : 雅安 ; pinyin : yǎ'ān), précédemment connue sous le nom de Yazhou, est une ville-préfecture (Zhou), c'est-à-dire une subdivision administrative de la province (Shěng) du Sichuan en Chine.
La ville elle-même a été la capitale de l'ancienne province du Xikang de 1950 à 1955.

## Subdivisions administratives
La ville-préfecture de Ya'an exerce sa juridiction sur huit subdivisions - un district et sept xian :
- le district de Yucheng - 雨城区 Yǔchéng Qū ;
- le xian de Mingshan - 名山县 Míngshān Xiàn ;
- le xian de Yingjing - 荥经县 Yíngjīng Xiàn ;
- le xian de Hanyuan - 汉源县 Hànyuán Xiàn ;
- le xian de Shimian - 石棉县 Shímián Xiàn ;
- le xian de Tianquan - 天全县 Tiānquán Xiàn ;
- le xian de Lushan - 芦山县 Lúshān Xiàn ;
- le xian de Baoxing - 宝兴县 Bǎoxīng Xiàn.